# Xylotrechus cinerascens
Xylotrechus cinerascens är en skalbaggsart som beskrevs av Masaki Matsushita 1933. Xylotrechus cinerascens ingår i släktet Xylotrechus och familjen långhorningar.
Artens utbredningsområde är Taiwan. Inga underarter finns listade i Catalogue of Life.